# Artiom Zub
Artiom Valerjevitj Zub, ryska: Артём Валерьевич Зуб, född 3 oktober 1995, är en rysk professionell ishockeyback som spelar för Ottawa Senators i National Hockey League (NHL).
Han har tidigare spelat för HK Amur Chabarovsk och SKA Sankt Petersburg i Kontinental Hockey League (KHL) och Amurskie Tigry i Molodjozjnaja chokkejnaja liga (MHL).
Zub blev aldrig draftad i NHL Entry Draft.
Han har vunnit en Gagarin Cup med SKA Sankt Petersburg.

## Statistik
| 2011–2012  | Amurskie Tigry       | MHL        | 3   | 0  | 0  | 0  | 0   | 7  | 0 | 0  | 0  | 0  |
| 2012–2013  | Amurskie Tigry       | MHL        | 59  | 2  | 2  | 4  | 26  | —  | — | —  | —  | —  |
| 2013–2014  | Amurskie Tigry       | MHL        | 14  | 1  | 1  | 2  | 28  | —  | — | —  | —  | —  |
| 2014–2015  | HK Amur Chabarovsk   | KHL        | 7   | 0  | 1  | 1  | 6   | —  | — | —  | —  | —  |
|            | Amurskie Tigry       | MHL        | 39  | 1  | 10 | 11 | 70  | —  | — | —  | —  | —  |
| 2015–2016  | HK Amur Chabarovsk   | KHL        | 55  | 2  | 5  | 7  | 53  | —  | — | —  | —  | —  |
|            | Amurskie Tigry       | MHL        | 4   | 1  | 0  | 1  | 8   | 3  | 1 | 1  | 2  | 2  |
| 2016–2017  | HK Amur Chabarovsk   | KHL        | 34  | 2  | 7  | 9  | 11  | —  | — | —  | —  | —  |
|            | SKA Sankt Petersburg | KHL        | 18  | 0  | 1  | 1  | 2   | 18 | 0 | 2  | 2  | 4  |
| 2017–2018  | SKA Sankt Petersburg | KHL        | 36  | 0  | 5  | 5  | 12  | 15 | 0 | 5  | 5  | 4  |
| 2018–2019  | SKA Sankt Petersburg | KHL        | 49  | 2  | 7  | 9  | 18  | 18 | 1 | 3  | 4  | 6  |
| 2019–2020  | SKA Sankt Petersburg | KHL        | 57  | 13 | 9  | 22 | 22  | 1  | 0 | 0  | 0  | 0  |
| 2020–2021  | Ottawa Senators      | NHL        | 47  | 3  | 11 | 14 | 26  | —  | — | —  | —  | —  |
| 2021–2022  | Ottawa Senators      | NHL        | 81  | 6  | 16 | 22 | 60  | —  | — | —  | —  | —  |
| 2022–2023  | Ottawa Senators      | NHL        | 53  | 3  | 7  | 10 | 39  | —  | — | —  | —  | —  |
| NHL totalt | NHL totalt           | NHL totalt | 181 | 12 | 34 | 46 | 125 | —  | — | —  | —  | —  |
| KHL totalt | KHL totalt           | KHL totalt | 256 | 19 | 35 | 54 | 124 | 52 | 1 | 10 | 11 | 14 |
| MHL totalt | MHL totalt           | MHL totalt | 119 | 5  | 13 | 18 | 132 | 10 | 1 | 1  | 2  | 2  |

### Internationellt
| Källa: Uppdaterad: 2023-03-16 | Källa: Uppdaterad: 2023-03-16 | Källa: Uppdaterad: 2023-03-16 |         | Utv = Utvisningsminuter | Utv = Utvisningsminuter | Utv = Utvisningsminuter | Utv = Utvisningsminuter | Utv = Utvisningsminuter |
| År                            | Lag                           | Mästerskap                    | Matcher | Mål                     | Assists                 | Poäng                   | Utv                     |                         |
| ----------------------------- | ----------------------------- | ----------------------------- | ------- | ----------------------- | ----------------------- | ----------------------- | ----------------------- | ----------------------- |
| 2013                          | Ryssland                      | U18                           | 7       | 2                       | 0                       | 2                       | 2                       |                         |
| 2017                          | Ryssland                      | VM                            | 10      | 0                       | 2                       | 2                       | 10                      |                         |
| 2018                          | OAR                           | OS                            | 6       | 0                       | 4                       | 4                       | 0                       |                         |
| 2019                          | Ryssland                      | VM                            | 1       | 0                       | 0                       | 0                       | 0                       |                         |
| 2021                          | ROC                           | VM                            | 6       | 0                       | 1                       | 1                       | 4                       |                         |
| Junior totalt                 | Junior totalt                 | Junior totalt                 | 7       | 2                       | 0                       | 2                       | 2                       |                         |
| Senior totalt                 | Senior totalt                 | Senior totalt                 | 23      | 0                       | 7                       | 7                       | 14                      |                         |